# Pipistrelflagermus
Pipistrelflagermusen (Pipistrellus pipistrellus) er en flagermus i familien barnæser. Den ligner meget dværgflagermusen. Sammen med denne er den Europas mindste flagermusart. Først i 1999 blev de to erkendt som forskellige arter.

## Udseende og kendetegn
Vingefanget er på op til 25 centimeter, kropslængden mellem 3,5 og 4,5 centimeter og vægten på op til 8 gram. Pelsen er rødbrun på oversiden og gråhvid på undersiden.
Den findes indtil videre ingen pålidelige morfologiske forskelle mellem pipistrelflagermus og dværgflagermus. De kan kun adskilles på forskelle i DNA og i de fleste tilfælde også på frekvensen i deres ultralydsskrig. Pipistrelflagermusens skrig ligger oftest på mellem 40 og 50 kHz, mens dværgflagermusens oftest ligger på 50-60 kHz. Der er dog et lille overlap, så en sikker bestemmelse kan være vanskelig for enkeltindivider.

## Levevis
Pipistrelflagermusen begynder at jage fra lige efter solnedgang. Flugten er hurtig med kast til siderne. Den har et hørbart, tikkende skrig. Føden består hovedsagelig af tovinger (myg, fluer) og sommerfugle.

## Udbredelse
Pipistrelflagermusen findes i størstedelen af Europa (dog kun i det sydlige Skandinavien), Nordafrika, Israel, Iran, Pakistan, dele af Indien samt, i en isoleret population, det sydøstlige Kina og Taiwan.
I Danmark forekommer den i det sydøstlige Jylland til Århus-egnen. Desuden er der en fast bestand ved Gedser på Falster. Fra resten af Danmark er der spredte fund.